# Бунчиков Володимир Олександрович
Володимир Олександрович (Абрамович) Бунчиков (8 листопада 1902, Катеринослав, Російська імперія — 17 березня 1995, Москва, Росія) — радянський співак, ліричний баритон. Заслужений артист РРФСР (1944).

## Біографія
Володимир Бунчиков народився 8 (21) листопада 1902 року в Катеринославі в сім'ї кравця.
В ранній юності залишився без батьків і сім'ї, які емігрували до Аргентини. Жив у Сімферополі, був робітником сцени в драматичному театрі. В 22 року був призваний у Червону Армію.
Після служби вступив до Дніпропетровського музичний технікум, де навчався у О. Д. Тарловської.
У 1929 році, закінчивши музичний технікум, став солістом Робочої опери в Дніпропетровську.
Продовжив співочу освіту в Ленінградській художній студії, займаючись під керівництвом відомого оперного баса Володимира Касторського.
З 1931 року — соліст Московського музичного театру ім. Немировича-Данченка.
З 1934 року записувався на грамплатівки з джазовим колективом Володимира Канделакі, естрадним оркестром Віктора Кнушевицького, ансамблем пісні Всесоюзного радіо під керуванням Бориса Александрова.
У 1942—1967 роках — соліст Всесоюзного радіо.
Репертуар Володимира Бунчикова складали пісні радянських композиторів: «Летять перелітні птахи» і «Сумні верби» Матвія Блантера, «Пісня про ліхтарик» Дмитра Шостаковича, «Ліричний вальс», «Прощайте, скелясті гори» Євгена Жарковського, «Білокрилі чайки» Давида Прицкера, «Почуй мене, хороша» Василя Соловйова-Сєдого, «Повернувся я на Батьківщину» Марка Фрадкіна, «Марш ентузіастів» Ісаака Дунаєвського.
Багато пісень артист виконував разом з ліричним тенором Володимиром Нечаєвим, з яким познайомився в роки Великої Вітчизняної війни. У виконанні дуету, який пропрацював на естраді чверть століття, звучали такі популярні твори, як «Москва травнева», «Святкова» братів Покрасс, «Вечір на рейді», «Козача прощальна» і «Давно ми вдома не були» Василя Соловйова-Сєдого, «Ми люди великого польоту» і «Вологда» Бориса Мокроусова, «Дощик» і «Ти та я, та ми з тобою» Микити Богословського та інші. Вибуховий, яскравий і холеричний Бунчиков доповнював більш спокійного, ліричного, м'якого і проникливого Нечаєва. Співаків пов'язувала велика особиста дружба, яка обірвалася лише з раптовою смертю Володимира Нечаєва в 1969 році.
В. А. Бунчиков помер у Москві 17 березня 1995 року. Похований на 21-му ділянці Головінського кладовища. На надгробку співака вигравірувані рядки пісні «Летять перелітні птахи».